# 同谷郡
同谷郡，唐朝时设置的郡。
天宝元年（742年）改成州置，治所在上禄县（今甘肃省礼县西南）。辖境相当今甘肃省礼县、西和县西和、成县等县。乾元元年（758年）复改成州。 